# ラギューヌ州
座標: 北緯5度25分 西経4度20分 / 北緯5.417度 西経4.333度
ラギューヌ州（ラギューヌしゅう、フランス語: Région des Lagunes）はかつてコートジボワールに存在した州。州都は同国経済の中心地であるアビジャン。面積は13,323平方キロメートル。人口は1998年国勢調査では約373万人、2010年推計では約534万人で最も人口の多い州であった。国土の南西部に位置し、北から時計回りにンジ＝コモエ州、アニェビ州、中コモエ州、南コモエ州、ギニア湾、南バンダマ州、フロマジェ州、ラック州と接していた。ISO 3166-2:CIはCI-01が割り当てられており、最も番号が若かった。
1997年1月15日の行政区画再編によって設置された。2011年9月28日の行政区画再編によって廃止され、アビジャン県はアビジャン自治区に、その他の県はアニェビ州と合併しラギューヌ地方の一部となった。「ラギューヌ」はフランス語で潟湖（ラグーン）を意味し、海岸近くに広がるエブリエ潟に由来する。

## 行政区画
成立時は3県であったが、まもなくアビジャン県よりアレペ県、ダブー県、ジャックヴィル県が分立し6県となる。2005年10月6日にダブー県からシケンシ県が分立し、最終的に7県となった。また県の下には2007年時点で26郡と20コミューンがあった。
- アビジャン県（英語版）
- アレペ県（英語版）（1998年頃設置）
- ダブー県（英語版）（1998年頃設置）
- グラン＝ラウ県（英語版）
- ジャックヴィル県（英語版）（1998年頃設置）
- シケンシ県（英語版）（2005年設置）
- ティアサレ県（英語版）

主な都市にアビジャン、ダブーがある。